# Vaux-sur-Seulles
Vaux-sur-Seulles – miejscowość i gmina we Francji, w regionie Normandia, w departamencie Calvados.
Według danych na rok 1990 gminę zamieszkiwały 332 osoby, a gęstość zaludnienia wynosiła 51 osób/km² (wśród 1815 gmin Dolnej Normandii Vaux-sur-Seulles plasuje się na 566. miejscu pod względem liczby ludności, natomiast pod względem powierzchni na miejscu 759.).